# سرلا تکرال
سرلا تکرال (۱۹۱۴–۱۵ مارس ۲۰۰۸) اولین زن هندی بود که با هواپیما پرواز کرد. وی که در سال ۱۹۱۴ متولد شد، در سال ۱۹۳۶ در سن ۲۱ سالگی مجوز خلبانی هواپیمایی را به دست آورد و یک انفرادی گاسپای مونت را به پرواز درآورد. او یک دختر چهار ساله داشت. وی پس از اخذ مجوز اولیه، یک هزار ساعت پرواز در هواپیما متعلق به باشگاه پرواز لاهور را با پشتکار به پایان رساند. همسر وی، پی‌دی شارما، که با او در ۱۶ سالگی ازدواج کرد از خانواده‌ای که ۹ خلبان داشت، آمد و مشوق او شد. در حالی که شارما اولین هندی بود که مجوز خلبانی هواپیمای هوایی خود را دریافت کرده بود، بین کراچی و لاهور پرواز می‌کرد. همسر وی اولین زن در هند بود که با بیش از ۱۰۰۰ ساعت پرواز مجوز «A» خود را به‌دست‌آورد.